# Down by the River (chanson de Neil Young)
Pour les articles homonymes, voir Down by the River.
Down by the River est une chanson de Neil Young parue sur l'album Everybody Knows This Is Nowhere.

## Historique
Les paroles évoquent un crime amoureux sur lequel l'auteur a tenté de s'expliquer à plusieurs reprises, dans des versions variées,. Dans le livret présent avec l'album Decade, Neil Young indique avoir écrit cette chanson alors qu'il était alité, victime d'un délire fébrile.

## Musiciens
- Neil Young - guitare électrique solo, chant
- Danny Whitten - guitare électrique rythmique, chœurs
- Billy Talbot - basse
- Ralph Molina - batterie, chœurs

## Reprises par Neil Young
- 1969 : Live at the Fillmore East
- 1970 : Live at the Cellar Door, version acoustique en solo.
- 1971 : Live at Massey Hall 1971, version acoustique en solo.

## Reprises
Les performances live varient de plus courtes performances acoustiques en solo, comme sur l'album de Crosby Stills Nash & Young Four Way Street, à douze minutes, comme sur l'album Live at the Fillmore East de Neil  avec Crazy Horse. Au Rock Am Ring en Allemagne en 2002, Young, soutenu par Booker T Jones, Donald "Duck" Dunn et Frank Sampedro, a joué "Down by the River" pendant plus de 27 minutes. Lors du Farm Aid 1998, Young a rejoint Phish, qui était la tête d'affiche du festival de cette année-là, pendant le jam du groupe sur "Runaway Jim", les menant dans une version de 20 minutes de "Down by the River". Neil Young et Promise of the Real ont aussi joué une version de 20 minutes de cette chanson à Desert Trip.
Une interprétation de CSNY de la chanson de septembre 1969 a été incluse dans le documentaire de 1971 Celebration at Big Sur.
Young l'a interprété avec CSNY dans l'émission télévisée ABC The Music Scene en 1969.
Joey Gregorash a repris cette chanson en 1971, gagnant beaucoup d'audience au Canada et atteignant la 6e place des charts du magazine RPM.
Le guitariste Roy Buchanan a enregistré une reprise de "Down by the River" sur son album de 1971 Buch and the Snakestretchers, et sur son album de 1978 You're Not Alone. The Meters, The String Cheese Incident, Dave Matthews Band, Indigo Girls, Inner Circle, Low/Dirty Three, Tall Firs, McKendree Spring, Michael McDonald, The Mother Hips, The Sheepdogs, Puss n Boots, Norman Whitfield & The Undisputed Truth, Buddy Miles et Griffin reprennent également cette chanson. La chanson apparaît sur le live de Dave Matthews & Tim Reynolds en 2007 Live at Radio City. Robert Plant emprunte la phrase : Be on my side, I'll be on your side, there's no reason for you to hide : « Soyez de mon côté, je serai de votre côté, il n'y a aucune raison pour vous de vous cacher », dans les versions live de « Dazed and Confused » et « How Many More Times » enregistrées en 1970. au Royal Albert Hall (tiré du DVD Led Zeppelin).
Le musicien canadien Edwin emprunte des éléments de la chanson dans sa chanson de 1999, « Trippin' ».
Low et Dirty Three se sont associés pour couvrir "Down by the River" sur In the Fishtank 7
Une reprise de Johnny Maestro & the Brooklyn Bridge a figuré deux semaines dans le Billboard Hot 100 du 11/07/1970 au 18/07/1970, culminant à la 91ème place.
Une reprise de Buddy Miles a figuré sept semaines sur le Billboard Hot 100 du 18 juillet au 29 août 1970, culminant à la 68e place.
L'artiste expérimental américain Jude the Obscure a repris la chanson pour leur album Plastic en 2019.
Le musicien de rock indépendant Car Seat Headrest a incorporé des éléments de "Down by the River" dans sa chanson de 2013, "The Gun Song".
L'acteur Bradley Cooper a interprété une reprise de la chanson à la guitare aérienne sur The Tonight Show en 2015.
La chanteuse/musicienne Norah Jones a interprété une reprise de "Down by the River" lors de son bref concert en ligne du 5 novembre 2020, l'une des séries qu'elle a mises en ligne pendant la pandémie de COVID-19.